# Essarois
Essarois település Franciaországban, Côte-d’Or megyében. Lakosainak száma 84 fő (2022. január 1.). Essarois Voulaines-les-Templiers, Recey-sur-Ource, Rochefort-sur-Brévon, Villiers-le-Duc, Beaulieu, Côte-d'Or, Leuglay és Montmoyen községekkel határos.

## Népesség
A település népességének változása:
| Lakosok száma | 150  | 90   | 93   | 90   | 87   | 88   | 91   | 86   | 83   | 84   |
|               | 1968 | 1982 | 1990 | 2006 | 2013 | 2015 | 2017 | 2019 | 2020 | 2022 |